# QV22
QV 22 est un des tombeaux situé dans la vallée des Reines, dans la nécropole thébaine, sur la rive ouest du Nil face à Louxor en Égypte.

## Description
QV 22 est une tombe anonyme datant de la XVIIIe dynastie, constituée d'un puit profond, aujourd'hui fermé par une grille, qui relie la surface à une chambre creusée dans de la marne et du schiste argileux aujourd'hui dégradé. La boue séchée sur les murs témoigne d'une inondation passée.
Elizabeth Thomas y a découvert un chien momifié, des morceaux de poterie, des os et du bois. En octobre 2008, une équipe conjointe du CNRS et du CSA y met au jour onze sac et un panier d'os, dix sacs de tissus en lin, une boîte de bois, trois sacs de poterie et une momie.

## Histoire
La tombe a été réutilisée durant la Troisième Période intermédiaire.
Elle est explorée par Elizabeth Thomas, avant d'être étudiée en 1986 par une équipe franco-égyptienne.